# Fernando Cabrera (escritor)
Fernando Cabrera nació en Santiago de los Caballeros, República Dominicana el 30 de mayo de 1964.  Ha sido merecedor de premios nacionales de poesía y ensayo. En octubre de 2023 fue reconocido en Bangladés con el Sahito International Award, categoría Premio del Jurado, por su trayectoria y escritura poética publicada en inglés.
Obtuvo un Doctorado (PHD) en Estudios de Español: Lingüística y Literatura. Su tesis"Escritura utópica de América: diálogo entre Walt Whitman y Pablo Neruda en Leaves of Grass y Canto General.”, fue defendida el 15 de junio de 2018, con calificación de sobresaliente cum laude. Además, es graduado de Ingeniería de Sistemas y Computación, y Maestría en Administración de Empresa, en la Pontificia Universidad Católica Madre y Maestra, institución en la que imparte docencia desde 1991. En 1996 realizó cursos de especialización en University of Kentucky. 
Fundó en 1984 el taller literario Héctor Incháustegui Cabral. Encabezó desde su fundación, en 1985, el Colectivo de Artistas de Santiago. Fundó y dirige el Festival Internacional Arte Vivo. Ha sido Presidente de Casa de Arte, en varios períodos. Cabrera Actualmente es Miembro del Consejo Nacional de Cultura, de la Casa del Escritor Dominicano, y Miembro Correspondiente de la Academia Dominicana de la Lengua.
Colaborador frecuente de publicaciones especializadas en arte y literatura, como: Revistas Vetas y País de letras; secciones Biblioteca y Ventana, del Listín Diario; Suplemento Coloquio, El Siglo; páginas culturales de La información. Desde 1995 y hasta su desaparición fue responsable del contenido literario del Suplemento Cultural de El Caribe.

## Obras Publicadas
- 1990 – Planos del Ocio, Poesía, Editorial Litot
- 1992 - El árbol/The Tree, Premio de Poesía Casa de Teatro, Editora Taller. (Traducción al inglés realizada por Charlene Santos)
- 1996 - Ángel de Seducción/Angel of Seduction, Premio de Poesía Pedro Henríquez Ureña, Editora UNPHU. (Traducción al inglés realizada por Charlene Santos)
- 2000 - Obra Poética 1990-96, Colección Fin de Siglo, Consejo Presidencial de Cultura
- 2000 - Imago Mundi, lecturas críticas, Ensayos, Colección Fin de Siglo, Consejo Presidencial de Cultura.
- 2001 - Destierros/Curriculum vitae, Premio Nacional de Poesía Universidad Central del Este
- 2008 - Utopía y Posmodernidad. Poesía Finisecular Dominicana, Premio Nacional de Ensayo, Colección Egro de literatura dominicana.
- 2009 - Poetas Dominicanos. Voces con un merengue al fondo, Antología, Monográfico, Revista Blanco Móvil No. 110, México.
- 2011 - Trébol de Cuatro Hojas, Poesía Reunida, Ferilibro, Editora Nacional, Santo Domingo, Dominican Republic, 500 pages.
- 2012 - Ser poético. Ensayos sobre Poesía Dominicana Contemporánea, Premio Nacional de Ensayo, Editora Nacional, Ministerio de Cultura.
- 2012 - Santiago de los Caballeros. Visiones y Latidos de la ciudad Corazón, Ediciones de Cultura, Ministerio de Cultura. (Premio Nacional de la Crítica 2012, como publicación especializada en artes visuales)
- 2012 - Ser poético. Ensayos sobre Poesía Dominicana Contemporánea, Premio Nacional de Ensayo, Editora Nacional, Ministerio de Cultura.
- 2022 - Danilo de los Santos, Versus de Manus, Selección y prólogo. Editora Nacional, Ministerio de Cultura, República Dominicana, 2022

Como creador plástico ha realizado exposiciones individuales en Casa de Arte y Casa de Teatro, y participado en colectivas en Centro de la Cultura Ercilia Pepín, Museo del Hombre Dominicano, Palacio Consistorial de Santiago, Instituto Cultural Dominico-Americano, Alianza Francesa y Biblioteca Nacional Dominicana.
Fernando Cabrera ha participado como conferencista invitado en instituciones culturales y académicas de Estados Unidos, Puerto Rico y Francia.